# Cathédrale de Lanciano
La cathédrale de Lanciano ou de son nom complet basilique cathédrale Notre-Dame-du-Pont (en italien : basilica cattedrale della Madonna del Ponte) est une église catholique romaine de Lanciano, en Italie. Il s'agit de la cathédrale du diocèse de Lanciano-Ortona.

## Architecture

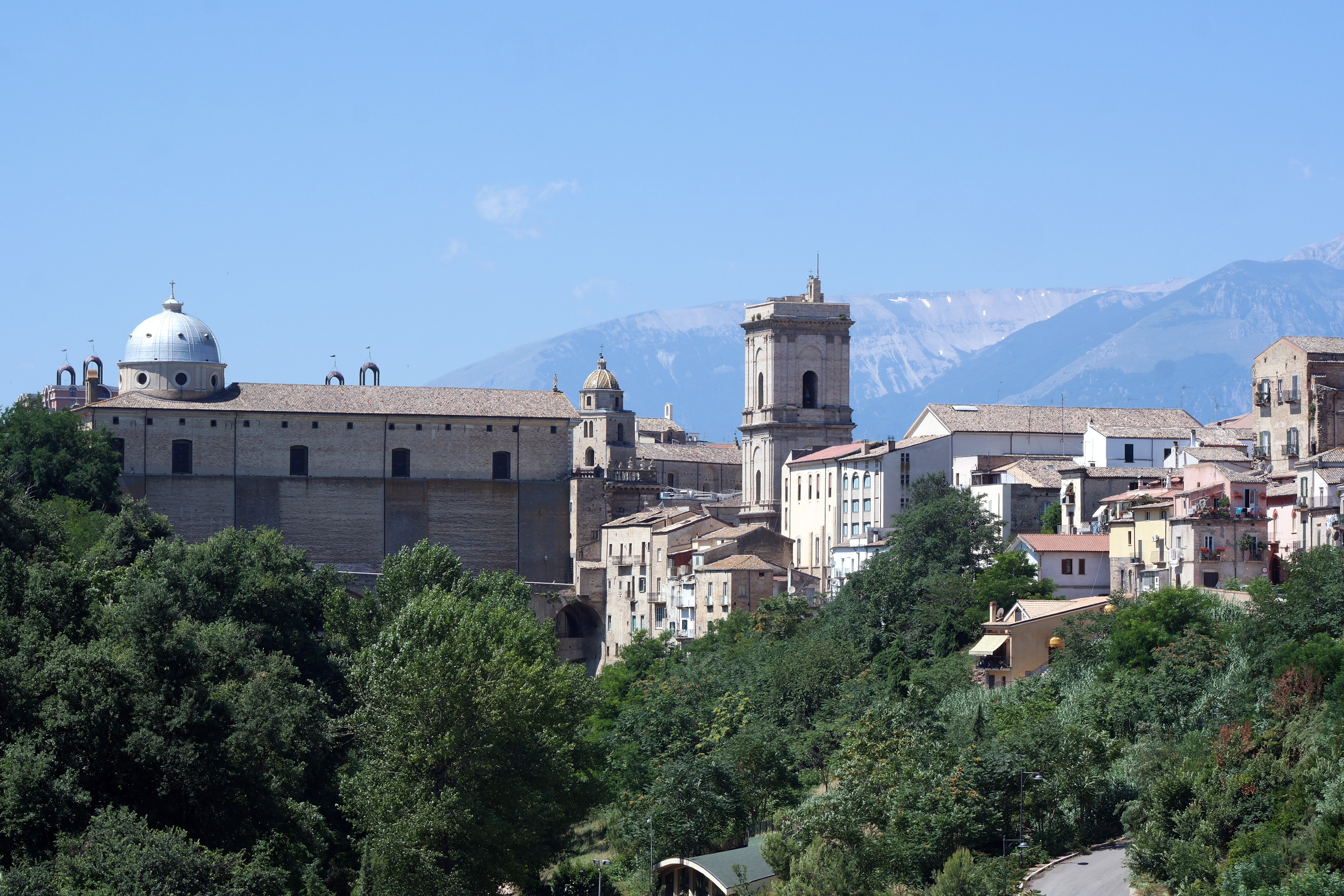
Panorama avec le clocher.
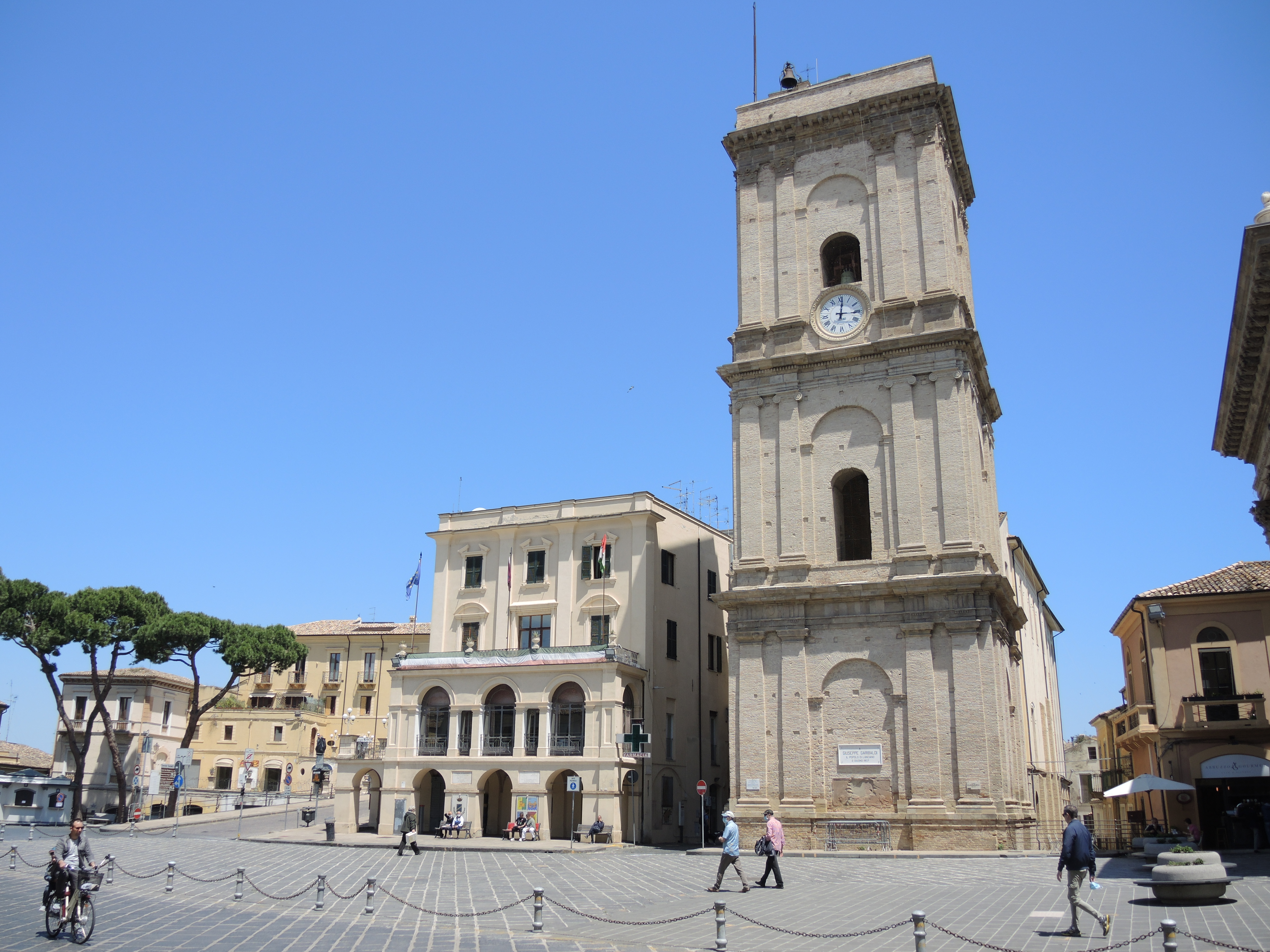
Le clocher (l'église est sur la droite).
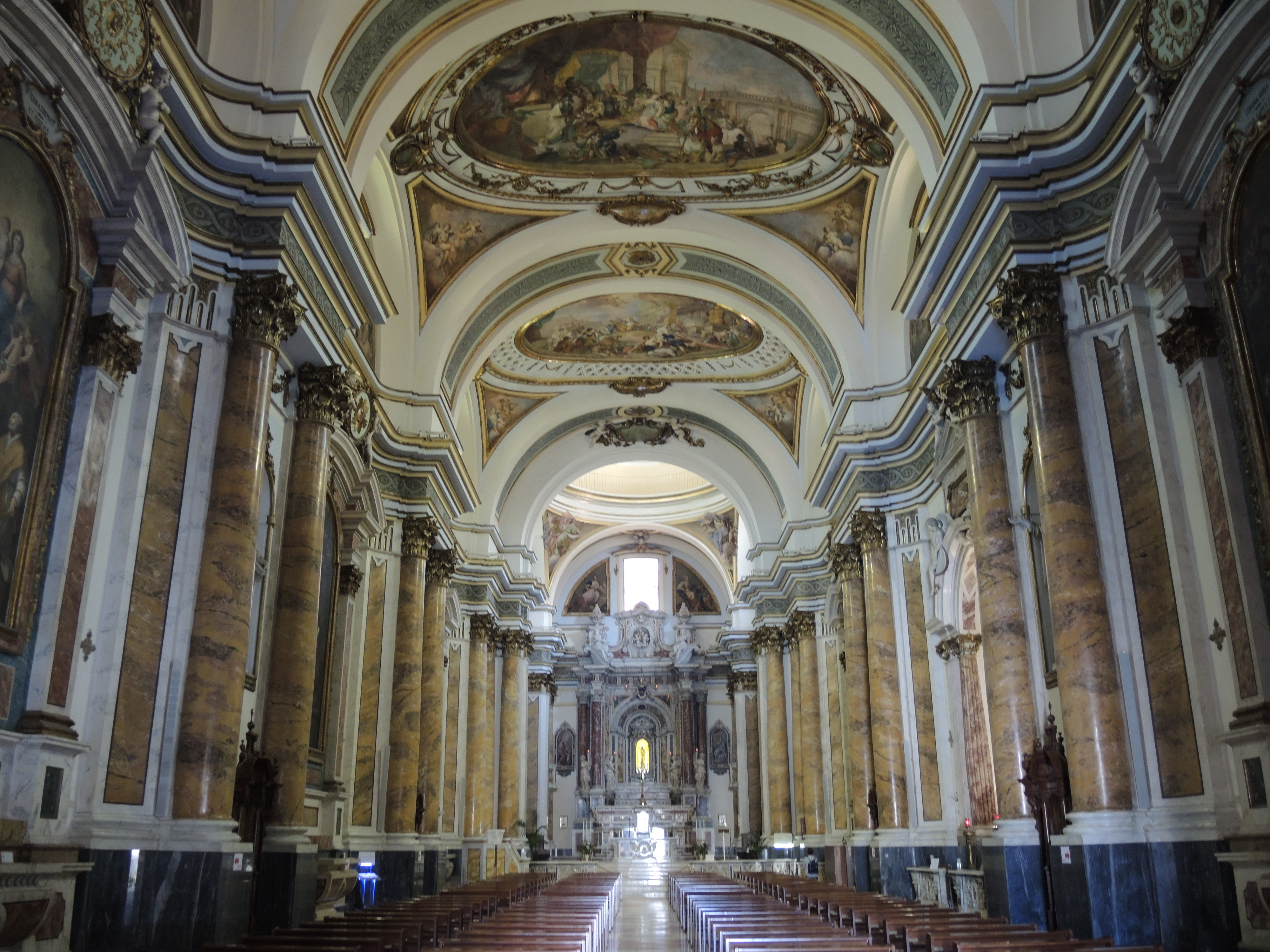
La nef.
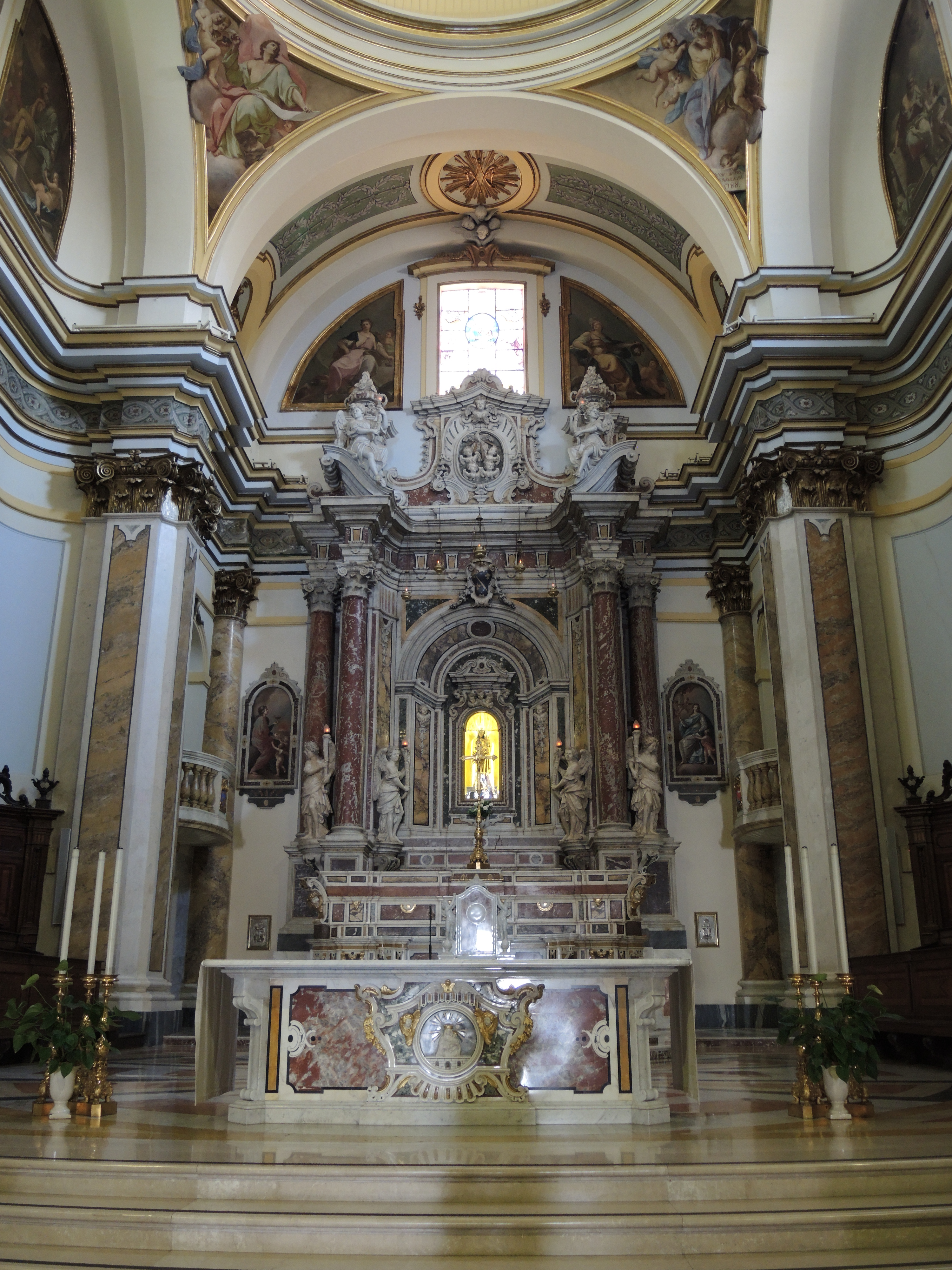
Le chœur avec le maître-autel.

### Articles liés
- Notre-Dame du Pont (it)
- Archidiocèse de Lanciano-Ortona
- Lanciano
- Liste des cathédrales d'Italie